# Wise County (Virginia)
Wise County ist ein County im Bundesstaat Virginia der Vereinigten Staaten. Im Jahr 2020 hatte das County 36.130 Einwohner und eine Bevölkerungsdichte von 34,5 Einwohner pro Quadratkilometer. Der Verwaltungssitz (County Seat) ist Wise. Das County gehört zu den Dry Countys, was bedeutet, dass der Verkauf von Alkohol eingeschränkt oder verboten ist.
Im Wise County gibt es zwei Hochschulen, das vierjährige University of Virginia’s College at Wise und seit 1972 das zweijährige Mountain Empire Community College in Big Stone Gap.

## Geographie
Wise County liegt fast im äußersten Südwesten von Virginia in den Appalachen. Es grenzt im Westen an Kentucky, ist im Süden etwa 35 km von Tennessee entfernt und hat eine Fläche von 1050 Quadratkilometern, wovon vier Quadratkilometer Wasserfläche sind. Es grenzt im Uhrzeigersinn an folgende Countys: Dickenson County, Russell County, Scott County und Lee County.
Im Norden des Wise County entspringen die Flüsse Powell River und Guest River. Obwohl anfänglich parallel verlaufend, schlagen die Flüsse bei der Stadt Norton unterschiedliche Richtungen ein. Der Powell River wendet sich nach Westen, während der Guest River das County in östlicher und südöstlicher Richtung durchfließt. Er mündet in den Clinch River, der die südöstliche Grenze des Wise County bildet.
Wesentliche Teile des Wise County sind durch den großflächigen Steinkohlen-Tagebau (Abtragung ganzer Bergkuppen, Mountaintop removal mining) geprägt.

## Geschichte
Gebildet wurde es 1856 aus Teilen des Lee County, Russell County und Scott County. Benannt wurde es nach dem Gouverneur Henry A. Wise.

## Demografische Daten

Alterspyramide des Wise County

Nach der Volkszählung im Jahr 2000 lebten im Wise County 40.123 Menschen in 16.013 Haushalten und 11.513 Familien. Die Bevölkerungsdichte betrug 38 Einwohner pro Quadratkilometer. Ethnisch betrachtet setzte sich die Bevölkerung zusammen aus 96,88 Prozent Weißen, 1,78 Prozent Afroamerikanern, 0,16 Prozent amerikanischen Ureinwohnern, 0,30 Prozent Asiaten, 0,01 Prozent Bewohnern aus dem pazifischen Inselraum und 0,26 Prozent aus anderen ethnischen Gruppen; 0,61 Prozent stammten von zwei oder mehr Ethnien ab. 0,73 Prozent der Bevölkerung waren spanischer oder lateinamerikanischer Abstammung.
Von den 16.013 Haushalten hatten 31,0 Prozent Kinder und Jugendliche unter 18 Jahre, die bei ihnen lebten. 56,2 Prozent waren verheiratete, zusammenlebende Paare, 12,0 Prozent waren allein erziehende Mütter, 28,1 Prozent waren keine Familien, 25,5 Prozent waren Singlehaushalte und in 11,2 Prozent lebten Menschen im Alter von 65 Jahren oder darüber. Die Durchschnittshaushaltsgröße betrug 2,44 und die durchschnittliche Familiengröße lag bei 2,91 Personen.
Auf das gesamte County bezogen setzte sich die Bevölkerung zusammen aus 23,0 Prozent Einwohnern unter 18 Jahren, 10,2 Prozent zwischen 18 und 24 Jahren, 28,0 Prozent zwischen 25 und 44 Jahren, 24,8 Prozent zwischen 45 und 64 Jahren und 13,9 Prozent waren 65 Jahre alt oder darüber. Das Durchschnittsalter betrug 38 Jahre. Auf 100 weibliche Personen kamen 95,0 männliche Personen. Auf 100 Frauen im Alter von 18 Jahren oder darüber kamen statistisch 91,6 Männer.
Das jährliche Durchschnittseinkommen eines Haushalts betrug 26.149 USD, das Durchschnittseinkommen der Familien betrug 32.898 USD. Männer hatten ein Durchschnittseinkommen von 28.983 USD, Frauen 21.029 USD. Das Prokopfeinkommen betrug 14.271 USD. 16,1 Prozent der Familien und 20,0 Prozent der Bevölkerung lebten unterhalb der Armutsgrenze. Davon waren 27,3 Prozent Kinder oder Jugendliche unter 18 Jahre und 12,3 Prozent waren Menschen über 65 Jahre.